# Ierse parlementsverkiezingen 1951
De Ierse parlementsverkiezingen 1951 vonden plaats op 30 mei. De Dáil Éireann, het Ierse parlement, was eerder ontbonden op 9 mei.

## Achtergrond
De verkiezing werd veroorzaakt door een aantal conflicten binnen de eerste coalitieregering die Ierland kende. De directe aanleiding was het aftreden van Noël Browne, minister van Volksgezondheid. Hij was in een conflict verwikkeld over de hervorming van het zorgstelsel. Daarvoor waren er echter ook al spanningen tussen de verschillende partijen, zoals stijgende prijzen. Twee parlementsleden met een boerenachtergrond hadden hun steun eerder al ingetrokken vanwege de stijgende melkprijzen.
Fianna Fáil legde in de verkiezingscampagne vooral de nadruk op de nadelen van een coalitieregering. Het zou vooral tot instabiliteit leiden. De verschillende voormalige regeringspartijen legden vooral de nadruk op de successen die zij  in de regering behaald hadden. Uiteindelijk werd Fianna Fáil de grootste partij, terwijl ook Fine Gael veel zetels won. De Labour-partij kwam juist slecht uit de verkiezingen. Clann na Poblachta leek bij de vorige verkiezing nog een grote bedreiging te gaan vormen voor de gevestigde partijen, maar verloren zes van haar acht zetels. Fianna Fáil behaalde geen absolute meerderheid, maar wist met steun van verschillende onafhankelijke parlementsleden toch een regering te vormen onder leiding van Éamon de Valera.

## Uitslag
| Partij               | Stemmen   | %    | ±%    | zetels | verschil |
| -------------------- | --------- | ---- | ----- | ------ | -------- |
| Fianna Fáil          | 616.212   | 46,3 | ▲ 4,4 | 69     | ▲ 1      |
| Fine Gael            | 349.922   | 25,8 | ▲ 6,0 | 40     | ▲ 9      |
| Irish Labour Party   | 151.828   | 11,4 | ▲ 2,7 | 16     | ▼ 3      |
| Clann na Talmhan     | 38.872    | 2,9  | ▼ 2,7 | 6      | ▼1       |
| Clann na Poblachta   | 54.210    | 4,1  | ▼ 9,1 | 2      | ▼ 8      |
| Irish Workers League | 595       | 0,0  | 0     | 0      | 0        |
| Onafhankelijken      | 127.234   | 9,6  | ▲ 2,4 | 14     | ▲ 3      |
| Totaal               | 1.343.616 | 100% |       | 147    |          |